# Rudolf Virchow
Rudolf Ludwig Karl Virchow (n. 13 octombrie 1821, Schivelbein, Regatul Prusiei, Imperiul German – d. 5 septembrie 1902, Berlin, Imperiul German) a fost un medic și renumit patolog german, fondator al patologiei celulare. Virchow s-a străduit să reunească medicina clinică cu fiziologia și cu anatomia patologică, fiind considerat unul din cei mai importanți creatori ai medicinii moderne. Celebrul său dicton Omnis cellula e cellula ("Orice celulă provine din altă celulă") a modificat radical gândirea medicală în direcția unui nou concept, și anume considerarea apariției bolilor drept consecință a turburărilor în structura și funcțiunea celulelor organismului. Alte contribuții esențiale ale lui Virchow la dezvoltarea medicinii sunt descoperirea și izolarea nosologică a leucemiei, precum și studiile sale asupra naturii trombozei, inflamației venoase și emboliilor, principiile stabilite de el fiind și astăzi valabile. Energia sa inepuizabilă și dorința permanentă de a acumula noi cunoștințe l-au condus și spre alte domenii de activitate: Antropologie, Arheologie, Istorie, Sociologie, Organizare sanitară și Politică.    

## Biografie
După absolvirea gimnaziului din Köslin, Virchow începe în 1840 studiul medicinii la Universitatea din Berlin ca bursier al Academiei Militare "Pépinière", având ca profesor - printre alții - pe renumitul fiziolog Johannes Peter Müller. După ce și-a luat doctoratul cu dizertația "De Rheumate Praesertim Corneae" (1843), a început să lucreze ca asistent al lui Robert Friedrich Froriep la Prosectura spitalului "Charité" din Berlin, efectuând examenele autoptice ale pacienților decedați și obținând în acest fel o mare experiență asupra modificărilor structurale survenite în organism în urma îmbolnăvirilor. Din anul 1847, după primirea titlului de docent cu lucrarea "De Osseficatione Pathologica", predă și la Universitate. Împreună cu Benno Reinhardt editează revista "Archivs für pathologische Anatomie und Physiologie und für klinische Medizin", devenită mai târziu "Virchow Archiv". Datorită faptului că a participat la revoluția din martie 1848, este îndepărtat din toate funcțiile. Primește în schimb, în 1849, funcția de profesor de Anatomie Patologică la Universitatea din Würzburg. În 1856, este rechemat la Berlin ca profesor și director al nou înființatului Institut de Patologie al Universității. Își reia și funcția de șef al prosecturii de la spitalul "Charité", unde va lucra timp de 46 de ani, până la sfârșitul vieții. Aici a dezvoltat colecția de preparate anatomo-patologice și, în 1899, inaugurează "Muzeul de Patologie", care va deveni mai târziu "Berliner Medizinhistorisches Museum". 
În 1858 publică opera sa capitală "Die Cellularpathologie in ihrer Begründung auf physiologische und pathologische Gewebelehre" ("Patologia celulară  pe bazele teoriei fiziologice și patologice a țesuturilor"), în care arată pentru prima dată cu argumente peremptorii că bolile rezultă din alterările suferite de celulele organismului, lucrare care l-a făcut celebru în lumea medicală. În anul 1863, apare culegerea prelegerilor sale "Die krankhaften Geschwülste" ("Bolile tumorale"). Față de cuceririle microbiologiei, Virchow se arată mai degrabă sceptic și nu admite lucrările lui Louis Pasteur asupra rolului bacteriilor în provocarea infecțiilor, nici nu sprijină eforturile lui Ignaz Semmelweis, care preconiza adoptarea unei asepsii severe în sălile de nașteri pentru prevenirea febrei puerperale.
Virchow s-a angajat pentru introducerea unui sistem social de ocrotire sanitară a populației, contribuind la înființarea primelor spitale comunale (Friedrichshain, 1874 și Moabit, 1875) în Berlin. Tot la inițiativa lui, a devenit obligatorie în Prusia examinarea în|abatoare a cărnii de porc, pentru prevenirea infestării cu Trichine. În 1869, Virchow a avut un rol determinant în construirea unui sistem de canalizare și depurare a apelor menajere și a unei aprovizionări centrale cu apă potabilă în Berlin. 
Rudolf Virchow a adus contribuții în diferite ramuri ale antropologiei, etnologiei și arheologiei. În 1892 publică lucrarea de antropologie "Crania Ethnica Americana". A sprijinit pe prietenul său Heinrich Schliemann, descoperitorul ruinelor cetăților Troia și Micene. Împreună cu Adolf Bastian înființează în 1869 "Berliner Anthropologische Gesellschaft" ("Societatea Antropologică din Berlin"), iar în 1870 "Deutsche Gesellschaft für Anthropolgie, Ethnologie und Urgeschichte" ("Societatea germană de Antropologie, Etnologie și Preistorie"). 
În politică, Virchow a reprezentat un punct de vedere liberal, unul din întemeietorii "Partidului progresist" (Fortschrifttspartei), fiind și deputat în Consliul comunal al orașului Berlin (1861-1902) și în Camera deputaților din Prusia (Preußisches Abgeornetenhaus mai târziu devenită Deutscher Reichstag, 1862-1902). Virchow a fost un oponent al politicii lui Bismarck, a luptat pentru reducerea cheltuielilor militare, pentru rezolvarea conflictelor prin tratative și pentru crearea unor State Unite ale Europei. Scopul său politic era crearea unei societăți umanistice și a unei medicini sociale pe baza devizei sale: Freiheit mit ihren Töchtern, Bildung und Wohlstand ("Liberate cu fiicele sale: Educație și Prosperitate").
Rudolf Virchow moare la 5 septembrie 1902, în urma unor complicații apărute după o fractură a șoldului, căpătată la coborîrea din tramvai. A fost înmormântat cu onoruri oficiale în cimitirul St. Matthäus din Berlin.